# Jabal Fujayrah
Jabal Fujayrah är ett berg i Förenade Arabemiraten.   Det ligger i emiratet Fujairah, i den nordöstra delen av landet, 210 kilometer öster om huvudstaden Abu Dhabi. Toppen på Jabal Fujayrah är 172 meter över havet.
Terrängen runt Jabal Fujayrah är kuperad åt nordväst, men åt sydost är den platt. Närmaste större samhälle är Fujairah, 7,0 kilometer sydost om Jabal Fujayrah.
Trakten runt Jabal Fujayrah är ofruktbar med lite eller ingen växtlighet.